# Apamea horrida
Apamea horrida är en fjärilsart som beskrevs av Franz Dannehl 1929. Apamea horrida ingår i släktet Apamea och familjen nattflyn. Inga underarter finns listade i Catalogue of Life.